# Cladonia fruticulosa
Cladonia fruticulosa Kremp. (1882), è una specie di lichene appartenente al genere Cladonia,  dell'ordine Lecanorales.
Il nome proprio deriva dall'aggettivo tardo latino fruticulosus, diminutivo di fruticosus, che significa quindi che mette su piccoli germogli, ricco di piccoli germogli, ad indicare la maturazione copiosa degli apoteci.

## Caratteristiche fisiche
Ha squamule basali persistenti, lunghe da 2 a 4 millimetri e dal diametro da 1 a 2 millimetri, da poco a profondamente laciniate e occasionalmente provviste di soredi in granuli sui margini.
I podezi, crescenti dalle squamule basali, arrivano fino a 4 centimetri di altezza e 1 millimetro di diametro; raramente sono ramificati, parzialmente sono squamulosi e corticati. Gli scyphi hanno da 0,5 a 4 millimetri di diametro.
Gli apoteci sono convessi, muniti di pedicello, di 1-2 millimetri di diametro e di colore che va dal bruno pallido al bruno scuro. All'esame cromatografico sono state rilevate quantità di acido fumarprotocetrarico, psoromico e usnico; oltre a tracce di acido protocetrarico e compsoromico.
Il fotobionte è principalmente un'alga verde.

## Habitat
Questa specie cresce su suolo.

## Località di ritrovamento
La specie è stata rinvenuta nelle seguenti località:
- Australia (Nuovo Galles del Sud, Queensland);
- Oceania (Figi, Hawaii, Isole Norfolk);
- Bhutan, Madagascar, Malaysia, Nuova Caledonia, Papua Nuova Guinea, Taiwan, Zimbabwe.

## Tassonomia
Questa specie appartiene alla sezione Cladonia; a tutto il 2008 non sono state identificate forme, sottospecie e varietà.